# 弗朗西斯科·德·戈维多
弗朗西斯科·戈麦斯·德·克维多·桑蒂巴涅内斯·比列加斯（西班牙語：Francisco Gómez de Quevedo y Santibáñez Villegas，1580年9月14日—1645年9月8日）是一位西班牙贵族政治家，也是巴洛克时期的著名作家。和他的终生对头路易斯·德·贡戈拉-阿尔戈特一样，克维多是他的时代中最杰出的诗人之一。他的风格被分类为概念化运动，与贡戈拉的文艺化运动正好相对。